# پنج شب با فردی
پنج شب با فردی (به انگلیسی: Five Nights at Freddy's) که به اختصار با نام فناف (به انگلیسی: FNaF) نیز شناخته می‌شود، یک فرنچایز چندرسانه‌ای آمریکایی است که توسط اسکات کاتن ساخته شده است. بازی اول این مجموعه در سال ۲۰۱۴ و در سبک ترس و بقا عرضه شد و در همان زمان به شهرت جهانی دست‌یافت.
سری اصلی شامل تعدادی انیماتورنیک است و آنها در مکان‌هایی که به نوعی به یک مجموعه تخیلی پیتزافروشی خانوادگی به نام فردی فزبرز پیتزا (به انگلیسی: Freddy Fazbear's Pizza) مرتبط هستند وجود دارند. در بیشتر بازی‌ها، بازیکن نقش یک کارمند شبانه را بر عهده می‌گیرد، که باید از ابزارهایی مانند دوربین‌های امنیتی، چراغ‌ها، درها و دریچه‌ها برای دفاع از خود در برابر شخصیت‌های متخاصم انیماترونیک که در مکان‌ها ساکن هستند، استفاده کند. این مجموعه داستان گسترده‌ای دارد که به تدریج از طریق ضبط‌های صوتی مختلف، مینی‌گیم‌ها و ایستراگ‌ها آشکار می‌شود.
این فرنچایز همچنین شامل بازی‌های اسپین‌آف و رسانه‌های دیگر، مانند سه مجموعه رمان و مجموعه‌های گلچینی می‌شود که یک دنیای خیالی فراگیر را در بر می‌گیرد؛ همچنین این فرنچایز یک فندوم فعال نیز دارد که به‌خاطر تولید فن‌آرت و بازی‌های سرگرم‌کننده شناخته می‌شود، و کالاهایی مرتبط به فرنچایز که در سطح بین‌المللی در دسترس هستند. علاوه بر اینها فیلم پنج شب با فردی نیز ساخته شده است.

## تاریخ و توسعه
اسکات کاتن قبل از انتشار بازی five nights with fredy، حدود ۳۰ بازی دیگر درست کرده بود. ایده ساخت بازی از جایی آمد که بازی قبلی او که .The Family-Friendly Chipper & Sons Lumber Co نام داشت با واکنش منفی دیگران مواجه‌شد؛ مبنی بر اینکه شخصیت‌های بازی ترسناک هستند؛ ولی قضیه این بود که اسکات ناخواسته شخصیت‌های بازی را ترسناک کرده بود. پس این فکر به ذهنش رسید که عمداً یک بازی ترسناک انتشار بدهد.
فناف توسط دسورا در ۸ اوت ۲۰۱۴ میلادی منتشر شد. در ۲۰ اوت، این بازی در استیم هم منتشر شد. بعد از مدتی که یوتیوبرهای معروف دنیا از این بازی ویدئو گذاشتند، شهرت این بازی بالا رفت و تبدیل به یکی از هیجان‌انگیزترین بازی‌ها شد.
بازی‌های بعدی در ۱۰ نوامبر ۲۰۱۴، ۲ مارس ۲۰۱۵، ۷ اکتبر ۲۰۱۶، ۱۴ دسامبر ۲۰۱۷، ۲۷ ژوئن ۲۰۱۸، ۲۸ مه ۲۰۱۹، ۲۵ نوامبر ۲۰۱۹، ۲ دسامبر ۲۰۱۹ و ۱۶ دسامبر ۲۰۲۱ منتشر شدند. همچنین دنیای فناف در یک پست استیم توسط اسکات کاتن در سپتامبر ۲۰۱۶ اعلام و در ۱۵ ژانویه ۲۰۱۷ منتشر شد. اسکات کاتن همیشه تیزرهایی از بازی‌هایش در وبگاه خود و تریلرهایی در کانال یوتیوبش می‌گذاشت.
او از کلیک‌تیم برای ایجاد بازی‌های پنج شب با فردی و اتودسک تری‌دی‌اس مکس برای مدل‌سازی و رندر کردن گرافیک‌های سه بعدی بازی‌ها استفاده کرد. برای بهبود فناف مکان خواهر، شبیه‌ساز پیتزافروشی فردی فزبر، شب سفارش نهایی، فناف درخواست کمک و تحویل ویژه، اسکات از صداپیشگان حرفه‌ای و موسیقی اصلی استفاده کرد. در مه ۲۰۱۶، او اعلام کرد که تمامی عناوین توسط شرکت‌های شخص ثالث برای انتشار روی کنسول‌ها بازسازی می‌شوند.
اسکات در سال ۲۰۱۵ در وبگاه خود اعلام کرد که قصد دارد اولین رمان خود را با نام چشم‌های نقره‌ای در آینده‌ای نزدیک منتشر کند. و البته اعلام کرد که داستان داخل رمان با داستان داخل بازی‌هایش فرق دارد. اسکات همچنین اعلام کرد که در نویسندگی آن با کیرا-برید وریسلی کار می‌کند. در ۲۰ ژوئن ۲۰۱۶، اسکلاستیک اعلام کرد که با اسکات در یک قرارداد با چند کتاب همکاری خواهد کرد. کتاب چشم‌های نقره‌ای در ۱۷ دسامبر ۲۰۱۵ در آمازون کیندل منتشر شد و نسخه شومیز کتاب در ۲۷ سپتامبر ۲۰۱۶، کمی زودتر از تاریخ انتشار اولیه اکتبر آن منتشر شد. رمان دوم، «پیچ خورده‌ها» در ۲۷ ژوئن ۲۰۱۷ منتشر شد و پس از آن، کمد چهارم در ۲۶ ژوئن ۲۰۱۸ منتشر شد.

## گیم‌پلی
مجموعه پنج شب با فردی شامل بازی‌های ویدیویی در سبک ترس و بقا است که در آن بازیکن معمولاً یک کارمند شبانه در مکانی است که با نام فردی فزبر پیتزا شناخته می‌شود؛ یک رستوران برای کودکان که از زنجیره‌های پیتزای خانوادگی مانند چاک ئی.چیز و شوبیز الهام می‌گیرد. این رستوران دارای شخصیت‌های انیماترونیک است که در مهمانی‌های کودکان اجرا می‌کنند. این انیماترونیک‌ها شب‌ها در رستوران پرسه می‌زنند و به نگهبان دستور داده می‌شود که مراقب آنها باشد. برای پیشرفت در بازی، بازیکن باید با ابزارهای مختلف از خود در برابر انیماترونیک محافظت کند. در پنج شب با فردی، بازیکن می‌تواند دو درب امنیتی را که دفتر خود را به راهروهای مجاور متصل می‌کند، به عنوان مانعی در برابر انیماترونیک در مجاورت کنترل کند. هر شب، پخش کننده یک منبع شارژ دارد که با استفاده از ابزار سریع‌تر تخلیه می‌شود. اگر برق قطع شود، بازیکن دیگر نمی‌تواند از هیچ ابزاری استفاده کند و در مقابل انیماترونیک‌ها بی دفاع است. پنج شب با فردی ۲ ابزارهای مختلفی دارد. هیچ درب محافظی وجود ندارد و بازیکن باید در عوض از سر خالی و چراغ قوه انیماترونیک برای دفاع از خود در برابر انیماترونیک استفاده کند. بازی یک جعبه موسیقی معرفی کرد که باید به‌طور منظم از راه دور بسته شود تا از حمله یک انیماترونیک خاص به نام «پاپت» جلوگیری شود. همچنین در بازی، مینی‌گیم‌های ۸ بیتی هست که پس از مرگ به صورت تصادفی اجرا می‌شوند.
پنج شب با فردی ۳ از یک پنل مانیتور استفاده می‌کند که شامل صدا، دوربین و تهویه است. بازیکن باید سیستم‌های خاصی را از کارکرد نادرست محافظت کند. این اختلالات می‌تواند به‌طور تصادفی یا توسط توهمات انیماترونیک بازی اول و دوم ایجاد شود. قابلیت آب‌بندی دریچه‌ها نیز اضافه شده است و باید برای جلوگیری از ورود آنها به دفتر استفاده شود. بازیکن می‌تواند از یک عملکرد مبتنی بر صدا در دوربین‌ها استفاده کند، که صدایی کودکانه را برای فریب دادن انیماترونیک از دفتر ایجاد می‌کند. مینی‌گیم‌های ۸ بیتی هم هستند و با انجام کارهای جانبی مانند کلیک کردن روی پوستر یا وارد کردن کد در دیوار فعال می‌شوند. اگر بازیکن مینی‌گیم‌ها را کامل کند، یک پایان مخفی را باز می‌کند. در پنج شب با فردی ۴، گیم‌پلی بازی در یک اتاق خواب اتفاق می‌افتد و بازیکن به جای نگهبانی شبانه، نقش یک کودک را بر عهده می‌گیرد. همچنین بازیکن دیگر به سیستم دوربین دسترسی ندارد. بازیکن چهار قسمت در اتاق خواب برای نظارت دارد: دو راهرو در دو طرف اتاق، کمد در جلوی خود و تخت در پشت خود. در کنار درها، بازیکن باید به تنفس انیماترونیک‌ها گوش دهد، که می‌تواند تعیین کند که آیا آنها نزدیک هستند یا خیر. اگر بازیکن صدای نفس در درهای کناری را بشنود، در را می‌بندد و منتظر می‌ماند تا انیماترونیک‌ها دور شوند. با این حال، اگر درها را خیلی زود باز کنند، جامپ‌اسکر انیماترونیک بازیکن را می‌ترساند. همچنین بازیکن باید از جمع شدن انیماترونیک‌های کوچک روی تخت و کمد خود جلوگیری کند. پنج شب با فردی ۴ همچنین یک مینی‌گیم شامل یک انیماترونیک جدید را معرفی می‌کند که به بازیکن فرصت دو ساعته پرش در شب بعد را برای تکمیل مینی بازی ارائه می‌دهد.
یک پد کنترلی مرتفع برای مکان خواهر معرفی شده است که می‌تواند اتاق را روشن کند یا انیماترونیک را شوکه کند. مکانیک‌های دیگر عبارتند از پد کنترل دوم در یک اتاق شکن که قدرت را به مرکز کنترل می‌کند و یک چراغ فلش، که به بازیکن اجازه می‌دهد تا اتاق مهمانی را ببیند و از انیماترونیک آن اجتناب کند. مکان خواهر اولین بازی‌ای است که بازیکن می‌تواند بین اتاق‌ها حرکت کند. شبیه‌ساز پیتزافروشی فردی فازبر گیم‌پلی به سبک تجاری دارد و بازیکن باید پول درون بازی را برای خرید ویژگی‌های پیتزافروشی خود خرج کند. یک سری مینی‌گیم را می‌توان با آزمایش جاذبه‌های تأسیسات انجام داد. پس از اینکه بازیکن این بخش از بازی را به پایان رساند، خود را در یک اتاق کامل می‌بیند و از انیماترونیک‌های متخاصم که قبلاً نجات داده شده بود، جلوگیری می‌کند. گیم‌پلی بازی شبیه‌ساز پیتزافروشی فردی فزبر تعدادی از عناصر را با پنج شب با فردی ۳ به اشتراک می‌گذارد، از جمله اهمیت تهویه هوا و توانایی منحرف کردن انیماترونیک با صدا. شب سفارش نهایی یک شب قابل تنظیم است که در آن پنجاه شخصیت انیماترونیک حضور دارند و حداکثر سطح هوش مصنوعی ۲۰ دارند. این بازی شامل مکانیک‌های بسیاری از بازی‌های قبلی مانند بخاری، فن، جعبه موسیقی و ژنراتور برق است. بازیکن می‌تواند انتخاب کند که کدام شخصیت‌ها را برای یک شب فعال می‌خواهد، و شخصیت‌ها چقدر فعال خواهند بود.
بازی درخواست کمک، گیم‌پلی هر بازی دیگری را ترکیب می‌کند و به یک تجربه مجازی برای بازیکن تبدیل می‌شود. همچنین چندین مینی‌گیم دیگر را معرفی می‌کند که گیم‌پلی آن‌ها متنوع است و در برخی مواقع دارای اتاق آزاد نیز می‌شود. بازی تحویل ویژه دارای گیم‌پلی واقعیت افزوده مبتنی بر مکان است. بازیکن می‌تواند دوربین خود را روشن کند و خود فیلم پس زمینه بازی است. انیماترونیک سعی خواهد کرد به محیطی که مربوط به آن است حمله کند. انیماترونیک‌ها عموماً دارای پوششی هستند که آنها را به نامرئی بودن سوق می‌دهد. نقض امنیتی یک بازی تقریباً جهان باز است. در این بازی فردی برخلاف دیگر بازی‌های سری شخصیت مثبت است و بازیکن را راهنمایی می‌کند.

### عناصر مشترک

#### دوربین‌های امنیتی
در بازی‌های اول، دوم، سوم، هفتم، هشتم و نهم بازیکن دارای سیستم دوربین امنیتی است که شخصیت‌های انیماترونیک را مشاهده می‌کند. یک مکان را می‌توان در یک زمان مشاهده کرد و برخی از مناطق در دوربین‌ها قابل مشاهده نیستند. اکثر فیدهای دوربین کسل کننده هستند، گاهی اوقات تقریباً سیاه و سفید رنگی، و پر از نویز ویدئو هستند. در بازی سوم، دوربین‌ها در صورت از کار افتادن سیستم مرتبط، کار نمی‌کنند. دوربین‌ها در بازی پنجم به عنوان مکانیک در پایان جعلی و آپدیت کاستوم نایت استفاده می‌شوند اما در بازی اصلی نه.

#### نور چراغ‌ها
در بازی‌های اول، دوم، چهارم، پنجم، ششم، هشتم و نهم از چراغ‌ها برای دفع انیماترونیک یا هشدار دادن به بازیکن استفاده می‌شود. چراغ‌ها در بازی‌های اول، دوم، پنجم، هفتم، هشتم با دکمه‌های روی دیوار فعال می‌شوند و نقاط کور بازیکن را روشن می‌کنند: درگاه یا خروجی هواکش به ترتیب. چراغ‌ها در بازی پنجم شبیه به هم هستند، اما روی یک پد کنترلی نصب شده‌اند و اتاق‌های انیماترونیک را روشن می‌کنند. چراغ قوه در بازی دوم و نهم عمر باتری محدودی دارد، اما در بازی چهارم و هفتم بی‌نهایت است و باید روشن یا خاموش شود. عمر باتری در بازی هشتم متفاوت است. چراغ فلش که در بازی پنجم معرفی شد، برای جهت دهی بازیکن در اتاق‌های زمین سیاه شب سوم و پنجم استفاده می‌شود. در بازی ششم نیز از چراغ قوه استفاده می‌شود اما زمانی که بازیکن به دریچه‌ها نگاه می‌کند به‌طور خودکار روشن می‌شود و قدرت نامحدودی دارد.

#### درها و دریچه‌های هوا
در بازی‌های اول، چهارم، هفتم و هشتم، زمانی که انیماترونیک نزدیک است، درها بسته می‌شوند. درها در پایان جعلی و آپدیت کاستوم نایت از پنجمین بازی نیز با همین عملکرد وجود دارد. دریچه‌ها در بازی‌های دوم، سوم، ششم، هفتم و هشتم استفاده می‌شوند که از طریق آن انیماترونیک می‌تواند به بازیکن برسد. آنها همچنین در بازی پنجم به عنوان وسیله اصلی حمل و نقل برای بازیکن حضور دارند.

#### جامپ‌اسکرها
هر بازی در سری اصلی شامل جامپ‌اسکر هست که بازی را با شکست به پایان می‌رساند زیرا انیماترونیک به بازیکن حمله می‌کند. در بیشتر جامپ اسکرها، یک شخصیت انیماترونیک به‌طور ناگهانی در دید بازیکن ظاهر می‌شود و به دنبال آن صدای جیغ بلند یا غرش می‌آید. برخی از جامپ اسکرها، از جمله فردی طلایی (در بازی اول)، نایتمر و نایت‌ماریون (در بازی چهارم) از یک صفحه منفرد با صدای تیز و تحریف شده تشکیل شده است. این پرش‌ها معمولاً بازی را خراب می‌کنند (یا دوباره شروع می‌کنند). بازیکن باید از ابزارهای مختلفی برای جلوگیری از حمله از طریق جامپ اسکر استفاده کند و در هر بازی پیشروی کند.

#### مینی‌گیم‌ها

مینی‌گیم «شادترین روز» از پنج شب با فردی ۳

در بازی‌های دوم، سوم، چهارم، پنجم، ششم و هشتم، بازیکن پس از مرگ، یا پس از انجام یک کار خاص، به یک سری از مینی‌گیم‌ها (عمدتاً ۸ بیتی) دسترسی پیدا می‌کند. مینی‌گیم‌ها معمولاً به شیوه‌ای مرموز به یک داستان یا رویداد مرتبط با بازی مربوط می‌شوند. مینی‌گیم‌های بازی دوم، قتل‌هایی را که یکی دیگر از کارگران رستوران انجام داده و دلیل جان گرفتن انیماترونیک‌ها را به تصویر می‌کشد. مینی‌گیم‌های بازی سوم داستان خلق اسپرینگ‌ترپ را نشان می‌دهند. مینی‌گیم‌های بازی چهارم داستان شخصیتی را روایت می‌کنند که در یک تصادف دلخراش جان خود را از دست می‌دهد. تنها یک مینی‌گیم در بازی پنجم وجود دارد که مرگ دختر مهندس انیماترونیک‌ها، ویلیام افتن را به تصویر می‌کشد. مینی‌گیم‌های بازی ششم، رویدادهای مختلف این سری را به تصویر می‌کشند که همگی به افتن متصل هستند. در نسخه موبایلی بازی هفتم، بازیکن می‌تواند به یک مینی‌گیم به نام «پرنسس کوئست» دسترسی داشته باشد که منشأ شخصیتی به نام وَنی(Vanny) را به تصویر می‌کشد.

#### تماس‌های تلفنی
در بازی‌های اول، دوم، سوم، هفتم و هشتم، بازیکن یک پیام صوتی تلفنی از یک کارگر قبلی پیتزافروشی دریافت می‌کند که معمولاً به آن «مرد پشت تلفن» گفته می‌شود. این پیام‌ها، پیام‌های آموزشی برای بازیکن است که چندین مکانیزم گیم‌پلی را توضیح می‌دهد و پیشینه مکان را تشریح می‌کند. تماس‌های تلفنی بازی اول در بازی چهارم به صورت محیطی شنیده می‌شود. بازی‌های پنجم، ششم، هشتم و نهم دارای صداهای هوش مصنوعی هستند که به بازیکن آموزش می‌دهند. بازی ششم همچنین حاوی یک ضبط صوت است که بازیکن را از طریق مکانیک‌های گیم‌پلی هدایت می‌کند.

#### ایستراگ‌ها
هر بازی در این سری شامل ایستراگ‌ها و صفحه نمایش کمیاب است. آنها اغلب به عنوان توهم ارائه می‌شوند، با چند نمونه از جمله شخصیتی به نام فردی طلایی در بازی اول، مینی‌گیم‌های ۸ بیتی در بازی‌های دوم و سوم، آیتم‌های تصادفی مختلف در نزدیکی تخت در بازی چهارم، طرح‌های اولیه در بازی پنجم و ششم و یک مینی‌گیم به نام پرنسس کوئست در هفتم. اغلب ایستراگ‌ها در بازی نهم در غالب آرکید ارائه می‌شوند.

#### بسته شدن
در بازی‌های اول، دوم، سوم، پنجم، ششم و نهم مکان بازیکن مدت کوتاهی پس از پایان بازی بسته می‌شود. در بازی اول، گفته می‌شود که پیتزافروشی تا پایان سال به دلیل «فاجعه ای که سال‌ها پیش در آنجا رخ داده است» بسته می‌شود. در بازی دوم پیتزافروشی به دلیل خرابی انیماترونیک‌ها بسته می‌شود. در بازی‌های سوم و ششم، پیتزافروشی‌ها پس از آتش‌سوزی بسته می‌شوند. با این حال، بازی پنجم منحصر به فرد است، زیرا رستورانی که بازی در آن جریان دارد، دنیای پیتزافروشی سیرکس بیبی، قبل از اتفاقات بازی به دلیل نشت گاز احتمالی بسته می‌شود. در بازی نهم، بسته به پایان‌های متفاوت ممکن است مکان بازی بسته بشود یا نشود، و همچنین نحوه بسته شدن متفاوت است.

## شخصیت‌ها
بازی اول دارای چهار انیماترونیک اصلی است: فردی، بانی، چیکا و فاکسی. گهگاهی پنجمین انیماترونیک مخفی به نام فردی طلایی ظاهر می‌شود، که بعداً مشخص می‌شود که مظهر شخصیتی به نام فردبِر (Fredbear) است. نسخه‌های دیگر این شخصیت‌ها به‌طور مکرر در طول سری همراه با انیماترونیک‌های جدید ظاهر می‌شوند.
شخصیت اصلی و آنتاگونیست سری، ویلیام افتن (William Afton)، مؤسس شرکت داخلی افتن روباتیکس ال‌ال‌سی، مسئول ایجاد انیماترونیک‌ها و یکی از بنیانگذاران فازبر اینترتیمنت است. برای اولین‌بار، در مینی‌گیم‌های پنج شب با فردی ۲، به‌عنوان یک انسان بی‌نام با پوست بنفش که در محاوره‌ای به عنوان «مرد بنفش» شناخته می‌شد دیده شد. این مینی‌بازی‌ها و همچنین بازی‌های بعدی، افتن را به عنوان یک قاتل کودک معرفی می‌کنند که حداقل شش کودک (گابریل، جرمی، سوزی، فریتز، کسیدی و شارلوت امیلی) را قبل از اتفاقات بازی کشته است. افتن در طول سری، شخصیت‌های مختلفی داشته است. مهم‌ترین آنها اسپرینگ‌ترپ/اسگرپ‌ترپ (نتیجه روح افتن که انیماترونیک اسپرینگ بانی را در اختیار دارد) در پنج شب با فردی ۳ و شبیه‌ساز پیتزافروشی فردی فزبر، ویروس رایانه ای گلیچ‌ترپ در پنج شب با فردی و بورن‌ترپ در پنج شب با فردی: نقض امنیتی بود.
شخصیت معروف به پاپت نیز در بازی دوم معرفی شد و نقش برجسته‌ای را در پس زمینه پنج شب با فردی بازی می‌کند و به احتمال زیاد مسئول ارواح کودکان کشته شده در انیماترونیک است. در شبیه‌ساز پیتزافروشی فردی فزبر، فاش می‌شود که انیماترونیک پاپت در اختیار شارلوت، دختر شریک تجاری سابق ویلیام افتن و یکی دیگر از بنیانگذاران فزبر اینترتیمنت، هِنری امیلی است که در چندین مینی‌گیم گفته می‌شود که اولین قربانی افتن است. خود هنری در شبیه‌ساز پیتزافروشی به جای شخصیت «مرد پشت تلفن» از قسمت‌های قبلی ظاهر می‌شود. نسخه‌های مختلف شارلوت (که از آن به عنوان «چارلی» یاد می‌شود) و هنری در سه‌گانه رمان «پنج شب با فردی» ظاهر می‌شوند.
گفته می‌شود که مایکل افتن (Michael Afton)، پسر بزرگ‌تر ویلیام افتن، قهرمان چندین پنج شب با فردی بوده است و اولین حضور رسمی خود را در سیستر لوکیشن انجام داد. مایکل یک خواهر و یک برادر کوچک‌تر دارد: برادری که نامش فاش نشده است (و اکثر اوقات طرفداران او را نام ایوان افتن می‌شناسند)، که به‌عنوان قهرمان فیلم پنج شب با فردی ۴ عمل می‌کند، جایی که به‌طور تصادفی توسط انیماترونیک فردبر کشته می‌شود و گفته می‌شود که یکی از دو روحی (در کنار کسیدی) است که فردی طلایی را در اختیار دارد. و خواهری به نام «الیزابت» که در سیستر لوکیشن نیز معرفی شده است، دارای انیماترونیک سیرکس بیبی پس از له شدن در داخل آن است. سیرکس بیبی به عنوان شخصیت بد اصلی سیستر لوکیشن و یک شخصیت بد پشتیبان در شبیه‌ساز پیتزافروشی عمل می‌کند و از آن زمان به بعد در سایر بازی‌های پنج شب با فردی یک شخصیت تکراری بوده است.
قهرمان اصلی بازی پنج شب با فردی: درخواست کمک، ونی است، یک آزمایش کننده بتا برای «تجربه مجازی فردی فزبر» که پس از برخورد با گلیچ‌ترپ در حین بازی، درنهایت توسط روح ویلیام افتن تسخیر می‌شود. همچنین گفته می‌شود که ونی شخصیت نِس (مخفف وَنِسا) است که در ایمیل‌های پنج شب در فردی: تحویل ویژه ذکر شده است و به عنوان شخصیت بد اصلی بازی پنج شب با فردی: نقض امنیتی بازمی‌گردد و اکنون لباس خرگوش سفید را در حالی که حمل می‌کند، به دستور افتن به تن دارد.

## بازی‌ها
| ۲۰۱۴ | پنج شب با فردی                |
| ۲۰۱۴ | پنج شب با فردی ۲              |
| ۲۰۱۵ | پنج شب با فردی ۳              |
| ۲۰۱۵ | پنج شب با فردی ۴              |
| ۲۰۱۶ | دنیای فنف                     |
| ۲۰۱۶ | پنج شب با فردی: مکان خواهر    |
| ۲۰۱۷ | شبیه‌ساز پیتزافروشی فردی فزبر  |
| ۲۰۱۸ | شب سفارش نهایی                |
| ۲۰۱۹ | پنج شب با فردی: درخواست کمک   |
| ۲۰۱۹ | نفرین دردبر                   |
| ۲۰۱۹ | پنج شب با فردی: تحویل ویژه    |
| ۲۰۱۹ | فردی در فضا ۲                 |
| ۲۰۲۰ |                               |
| ۲۰۲۱ | نقض امنیتی: خشم               |
| ۲۰۲۱ | سیرک تاریک: انکور!            |
| ۲۰۲۱ | پنج شب با فردی: نقض امنیتی    |
| ۲۰۲۲ |                               |
| ۲۰۲۳ | خرابه                         |
| ۲۰۲۳ | پنج شب با فردی: درخواست کمک ۲ |
| ۲۰۲۴ | 'پنج شب با فردی: درون گودال   |

### سری اصلی

#### پنج شب با فردی (۲۰۱۴)
پنج شب با فردی در ۸ اوت ۲۰۱۴ برای مایکروسافت ویندوز منتشر شد و پس از آن درگاه‌های اندروید و آی‌اواس به ترتیب در ۲۷ اوت و ۱۱ سپتامبر منتشر شد. نسخه ویندوز فون نیز منتشر شد، اما به دلیل گرافیک پایین آن خیلی زود از آن خارج شد. نسخه‌های پلی‌استیشن ۴، ایکس‌باکس وان و نینتندو سوئیچ در ۲۹ نوامبر ۲۰۱۹ به همراه نسخه‌های جداگانه برای پنج شب با فردی ۲، ۳ و ۴ منتشر شدند.
بازی اول حول شخصیتی به نام مایک اشمیت می‌چرخد، که به عنوان نگهبان شبانه در پیتزافروشی فردی فزبر شروع به کار می‌کند، جایی که انیماترونیک‌ها در شب حرکت می‌کنند و ظاهراً هر کسی را که می‌بینند با فروکردن آنها در لباس یدکی انیماترونیک می‌کشند. حرکت انیماترونیک‌ها به عنوان یک حالت برنامه‌ریزی شده «رومینگ رایگان» برای پخش کننده توضیح داده می‌شود تا از قفل شدن سروموتورهای انیماترونیک جلوگیری شود. بازیکن باید از ساعت ۱۲ شب تا ۶ صبح زنده بماند، آنها نمی‌توانند اتاق را ترک کنند و باید از یک سیستم دوربین و دو در با چراغ برای دفاع از خود در برابر انیماترونیک‌ها استفاده کنند؛ با قدرت محدود برای استفاده از ابزار خود. به نظر می‌رسد خصومت انیماترونیک‌ها ناشی از تسخیر روح انتقام جویانه کودکانی است که در رستوران کشته شده‌اند. بازیکن توسط موجودی به نام مرد پشت تلفن هدایت می‌شود که به او در دفاع در برابر انیماترونیک‌ها کمک می‌کند. مایک بعد از شب هفتم به دلیل «دستکاری در انیماترونیک‌ها، بوی بد بدن و غیرحرفه‌ای بودن عمومی» از کار خود اخراج می‌شود.

#### پنج شب با فردی ۲ (۲۰۱۴)
مدت کوتاهی پس از انتشار اولین بازی، اسکات شایعات در مورد یک دنباله را تأیید کرد. او یک ماه پس از انتشار بازی اصلی، تیزری از دنباله را در وبگاه خود منتشر کرد و تا زمان انتشار دنباله به انتشار تیزر ادامه داد. تریلر در ۲۱ اکتبر ۲۰۱۴ منتشر شد که شخصیت‌های جدید انیماترونیک و عدم وجود درها را معرفی می‌کرد. پنج شب با فردی ۲ برای مایکروسافت ویندوز در ۱۰ نوامبر ۲۰۱۴، زودتر از زمان انتشار برنامه‌ریزی شده آن در ۲۵ دسامبر منتشر شد. نسخه‌هایی برای اندروید و آی‌اواس به ترتیب در ۱۳ و ۲۰ نوامبر ۲۰۱۴ منتشر شدند. یک نسخه ویندوز فون نیز منتشر شد، اما به دلیل گرافیک بد از آن خارج شد. درگاه‌های کنسول پلی استیشن ۴، ایکس باکس وان و نینتندو سوئیچ در ۲۹ نوامبر ۲۰۱۹ منتشر شدند.
گیم پلی بازی تا حد زیادی شبیه به نسخه قبلی خود بود. بازیکنان باید از ساعت ۱۲ شب تا ۶ صبح در یک شیفت شب در رستوران پیتزافروشی «جدید و بهبودیافته» فردی فزبر زنده بمانند، بدون اینکه مورد حمله انیماترونیک‌هایی قرار بگیرند که از اتاقی به اتاق دیگر سرگردان هستند. علاوه بر انیماترونیک‌های بازی اول (که در حالت خراب به تصویر کشیده شده‌اند)، بازی دارای چندین شخصیت منفی جدید است که با استفاده از تاکتیک‌های مختلف می‌توان از آنها دفع کرد. توضیحی که برای رفتار انیماترونیک‌ها در طول بازی ارائه شد، مشابه توضیحاتی است که در پنج شب با فردی ۱ ارائه شد. قهرمان داستان یک شخصیت جدید به نام جرمی فیتزجرالد است که پس از شب ششم به امنیتی روزانه ارتقا می‌یابد و در «کاستوم نایت» جای خود را به فریتز اسمیت می‌دهد. در طول بازی، یک کارمند ناشناس با جرمی تماس می‌گیرد تا به او نکاتی را در مورد چگونگی زنده‌ماندن هر شب در حالی که در مورد تاریخچه رستوران صحبت می‌کند (همانند مرد پشت تلفن در بازی اول)، به او بدهد. طی این تماس‌ها مشخص می‌شود که این رستوران به دلیل شایعات مختلف، در تحقیقات پلیسی قرار گرفته است. همچنین می‌توان به مینی‌گیم‌های مخفی به‌سبک آتاری دسترسی داشت که بینش بیشتری در مورد گذشته آشفته رستوران ارائه می‌دهد و یک چهره بنفش را نشان می‌دهد که چندین کودک را می‌کشد. در شب پنجم، مکان به دلیل یک رویداد نامشخص در حالت قفل قرار می‌گیرد. در پایان بازی، جرمی چک حقوقی به تاریخ ۱۹۸۷ میلادی دریافت می‌کند (بدین ترتیب نشان می‌دهد که وقایع بازی قبل از پنج شب با فردی ۱ رخ می‌دهند)، و رستوران بسته می‌شود و مکان جدیدی قرار است در جای دیگری باز شود.

#### پنج شب با فردی ۳ (۲۰۱۵)
در ۳ ژانویه ۲۰۱۵، تصویری در وبگاه اسکات آپلود شد که سومین ورودی این مجموعه را به نمایش می‌گذاشت. تصاویر دیگری قبل از انتشار تریلر در ۲۶ ژانویه ۲۰۱۵ دنبال شد. در ۱۵ فوریه، اسکات در استیم پست کرد که پنج شب با فردی ۳ پس از اینکه یک هکر ظاهراً بازی را فاش کرد لغو شد. این بعدها به عنوان یک حقه آشکار شد. پنج شب با فردی ۳ در ۳ مارس ۲۰۱۵ برای مایکروسافت ویندوز منتشر شد و درگاه‌های اندروید و آی‌اواس به ترتیب در ۷ و ۱۲ مارس منتشر شدند. درگاه‌های کنسول پلی‌استیشن ۴، ایکس باکس وان و نینتندو سوئیچ در ۲۹ نوامبر ۲۰۱۹ منتشر شدند.
۳۰ سال پس از وقایع بازی اول، شخصیت اصلی آن در ترس‌های فزبر در یک جاذبه ترسناک بر اساس پیتزافروشی قدیمی فردی فزبر کار می‌کند. بازیکن باید از خود در برابر یک انیماترونیک لباس فاسد به نام اسپرینگ‌ترپ دفاع کند. توهمات سوخته و پاره شده برخی از انیماترونیک‌های دو بازی قبلی ظاهر می‌شود. و اگرچه نمی‌توانند بازیکن را بکشند، اما می‌توانند مانع از تهویه، صدا و سیستم‌های دوربین شوند. عدم حفظ سیستم‌ها می‌تواند مشکلات زیادی را برای پخش کننده ایجاد کند، از جمله دوربین‌های ناکارآمد و ناتوانی در پخش صدا برای فریب دادن انیماترونیک. بازیکن در دو شب اول از یکی از بنیانگذاران جاذبه ترسناک راهنمایی دریافت می‌کند و بقیه شب‌ها به نوارهای ضبط شده قدیمی که توسط کارگران جاذبه پیدا شده است گوش می‌دهد. این بازی دارای دو پایان است: یک پایان خوب و یک پایان بد. پایان بد نشان می‌دهد که روح بچه‌های کشته شده هنوز در انیماترونیک‌ها وجود دارد. پایان خوب با تکمیل مینی‌گیم‌های مخفی حاصل می‌شود که در آن شخصیت‌های انیماترونیک کیکی را به روح یک کودک غمگین می‌آورند. پس از تکمیل مینی‌گیم‌های مخفی، روح بچه‌ها آزاد می‌شود.

#### پنج شب با فردی ۴ (۲۰۱۵)
در ۲۷ آوریل ۲۰۱۵، اسکات شروع به ارسال تصاویری در وبگاه خود کرد که در آن بازی دیگری از این سری را که در ابتدا پنج شب با فردی: فصل آخر نام داشت، منتشر کرد. یک تریلر در ۱۳ ژوئیه ۲۰۱۵ منتشر شد که نشان می‌داد بازی در خانه شخصیت اصلی جریان دارد. پنج شب با فردی ۴ با تاریخ انتشار ۳۱ اکتبر ۲۰۱۵ اعلام شد. این بازی در ابتدا تا ۸ اوت و بعد دوباره به ۲۳ ژوئیه، زمانی که بازی به‌طور غیرمنتظره‌ای از طریق استیم بر روی مایکروسافت ویندوز منتشر شد، به تعویق افتاد. نسخه‌های اندروید و آی‌اواس به ترتیب در تاریخ ۲۵ ژوئیه و ۳ اوت منتشر شدند. درگاه‌های کنسول پلی استیشن ۴، ایکس باکس وان و نینتندو سوئیچ در ۲۹ نوامبر ۲۰۱۹ منتشر شدند.
شخصیت بازیکن، پسر جوانی است که نامش فاش نشده است که دچار توهم حمله نسخه‌های کابوس‌وار شخصیت‌های انیماترونیک بازی اول شده است. بازیکن باید با چراغ قوه و درها از خود دفاع کند. داستان بازی از طریق مینی‌گیم‌ها روایت می‌شود که در آن قهرمان داستان به دلیل ترس غیرمنطقی‌اش از رستورانی با خرس زرد رنگ و یک خرگوش به نام‌های فردبر و اسپرینگ بانی مورد آزار و اذیت قرار می‌گیرد. او توسط یک اسباب بازی مخمل خواب‌دار انیماترونیک هدایت می‌شود که وقتی شخصیت تنهاست با او صحبت می‌کند. این کودک در نهایت توسط فردبر در یک تصادف عجیب کشته می‌شود. این بازی دارای یک به‌روزرسانی برای هالووین با نسخه‌های «کابوس‌آمیز» انیماترونیک‌های پنج شب با فردی ۲ و رسکین‌هایی با مضمون هالووین برای نایتمر بانی و نایتمر چیکا بود.

#### پنج شب با فردی: مکان خواهر (۲۰۱۶)
در ۲۳ آوریل ۲۰۱۶، اسکات یک تصویر تیزر در وبگاه خود از یک انیماترونیک شبیه دلقک به نام بیبی از یک بازی آینده با عنوان مکان خواهر منتشر کرد. چندین تصویر تیزر از شخصیت‌های مختلف و نکاتی در مورد منشأ آنها منتشر شد. تریلر این بازی با انیماترونیک‌های جدید و مکان جدید در کانال یوتیوب اسکات منتشر شد. تاریخ انتشار بازی نیز ۷ اکتبر ۲۰۱۶ اعلام شد. اسکات به عنوان شوخی، یک نسخه تقلبی را در ۵ اکتبر منتشر کرد، ظاهراً پس از تصمیم به تأخیر انداختن بازی برای بچه‌پسندتر کردن آن، یک نسخه "بالغ" را منتشر کرد. لینک دانلود منجر به شبیه‌سازی از بازی قبلی اسکات، "Sit 'N Survive" شد. مکان خواهر در ۷ اکتبر ۲۰۱۶ برای مایکروسافت ویندوز منتشر شد و پس از آن درگاه‌های اندروید در ۲۲ دسامبر ۲۰۱۶ و آی‌اواس در ۳ ژانویه ۲۰۱۷ منتشر شد. همچنین در ۱۸ ژوئن ۲۰۲۰ بر روی نینتندو سوئیچ در آمریکای شمالی و در ۱۰ ژوئیه ۲۰۲۰ بر روی ایکس باکس وان منتشر شد. نسخهٔ پلی استیشن ۴ به ترتیب در تاریخ ۲۱ و ۲۲ ژوئیه ۲۰۲۰ در اروپا و آمریکای شمالی منتشر شد.
شخصیت بازیکن مایکل افتن با نام مستعار مایک، کارمند جدید شرکت اجاره و سرگرمی سیرکس بیبی (یک شرکت خواهر فزبر اینترتیمنت که انیماترونیک‌ها را برای مهمانی‌های کودکان اجاره می‌کند) است. انیماترونیک‌ها در ابتدا برای دنیای پیتزافروشی سیرکس بیبی در نظر گرفته شده بودند که به دلیل نشتی گاز هرگز باز نشد. مایک توسط "HandUnit" هدایت می‌شود، یک شخصیت هوش مصنوعی شبیه به مرد پشت تلفن بازی‌های قبلی. "HandUnit" به او در مورد شغلش آموزش می‌دهد و اغلب به او می‌گوید که ایمنی را نادیده بگیرد. انیماترونیک بیبی اغلب دستورالعمل‌هایی را ارائه می‌دهد که با "HandUnit" در تضاد هستند، اما برای بقا حیاتی هستند.
بازی همچنین دارای یک «شب سفارسی» است که در آن بازیکن می‌تواند از مکانیک‌های یادآور بازی اول (مانند درهای تعاملی و سیستم دوربین) که در بازی اصلی غایب بودند استفاده کند. مینی‌گیم‌های جدیدی نیز موجود است که سرنوشت مایک را پس از اتفاقات بازی اصلی توصیف می‌کند. پس از پیش‌تنظیم شبانه سفارشی «فردی طلایی»، در صحنه‌ای نمایش داده می‌شود، که در آن مایکل با پدرش، ویلیام افتن/اسپرینگ‌ترپ، به شیوه‌ای پیشگویی صحبت می‌کند.

#### شبیه‌ساز پیتزافروشی فردی فزبر (۲۰۱۷)
در ژوئن ۲۰۱۷، اسکات به ساخت ششمین بازی اصلی این سری اشاره کرد. در ۲ ژوئیه ۲۰۱۷، او تصمیم خود را برای لغو بازی اعلام کرد و گفت که «به خاطر تلاش برای همسویی با انتظارات فزاینده، از چیزهای دیگر در زندگی خود غفلت کرده است». در ۴ دسامبر ۲۰۱۷، اسکات بازی شبیه‌ساز پیتزافروشی فردی فزبر را به عنوان یک نرم‌افزار رایگان در استیم منتشر کرد. این بازی یک بازی شبیه‌سازی تجاری است که در آن بازیکن یک پیتزافروشی را اداره می‌کند، اما اغلب به رگ بقا و ترسناک بازی‌های دیگر سری تبدیل می‌شود.
داستان بازی دوباره مایکل افتن را دنبال می‌کند که مدتی به دنبال وقایع سیستر لوکیشن، رستوران جدیدی برای فردی فزبر باز می‌کند تا در انیماترونیک‌های باقی‌مانده، از جمله پدرش ویلیام/اسپرینگ‌ترپ (که اکنون به عنوان اسکرپ‌ترپ شناخته می‌شود) و خواهرش الیزابت/سیرکس بیبی (به عنوان «اسکرپ‌بیبی» شناخته می‌شود) را جذب کند و برای همیشه از شر آنها خلاص شود. بسته به اینکه بازیکن چقدر پیتزافروشی را خوب اداره کند و اینکه آیا تمام انیماترونیک‌ها را نجات داده است یا خیر، پایان‌های متعددی دارد، اما در پایان این بازی، مرد کاست، که به مایکل کمک می‌کرد تا تجارتش را اداره کند، خود را به عنوان هنری امیلی، شریک تجاری سابق ویلیام نشان می‌دهد؛ پدر شارلوت (روح صاحب انیماترونیک پاپت). و رستوران را به آتش می‌کشد و خود، مایکل و انیماترونیک‌ها را داخل آن به دام می‌اندازد تا در حد مرگ بسوزند.

#### شب سفارش نهایی (۲۰۱۸)
شب سفارش نهایی در ابتدا قرار بود یک افزونه پس از راه اندازی برای شبیه‌ساز پیتزافروشی فردی فزبر باشد؛ اما در نهایت به یک بازی مستقل تبدیل شد و در ۲۷ ژوئن ۲۰۱۸ منتشر شد. این شب قابل تنظیم در مجموع شامل ۵۰ انیماترونیک قبلی است. بازی به بازیکن اجازه می‌دهد تا میزان تهاجمی بودنشان در طول شب را مشخص کند (مشابه شب‌های سفارشی در بازی‌های قبلی). بازیکن می‌تواند دفتری را برای بازی انتخاب کند و ۱۶ حالت بازی با موضوع در دسترس دارد. اگرچه تأیید نشده است، اما به‌شدت حدس زده می‌شود که بازی در نسخه‌ای از جهنم یا برزخ اتفاق می‌افتد، جایی که ویلیام افتن، پس از مرگش در شبیه‌ساز پیتزافروشی، دائماً توسط روح انتقام‌جویانه یکی از قربانیانش شکنجه می‌شود.

#### پنج شب با فردی: درخواست کمک (۲۰۱۹)
در ۱۸ اوت ۲۰۱۸، اسکات در تاپیک استیم خود تأیید کرد که قسمت اصلی بعدی سری پنج شب با فردی به عنوان یک بازی واقعیت مجازی در دسترس خواهد بود. در ۲۵ مارس ۲۰۱۹، در جریان پخش زنده سونی اینتراکتیو اینترتینمنت که چند بازی جدید را برای پلی‌استیشن ۴ اعلام می‌کرد، تریلر اعلام‌کننده بازی نمایش داده شد. در بازی، بازیکن یک تکنسین است که در حال تعمیر انیماترونیک یک پیتزافروشی است. از منظر اول شخص، آن‌ها انیماترونیک‌ها را تعمیر می‌کنند، معماها را حل می‌کنند و در راهروهای تاریک حرکت می‌کنند و در عین حال از خراب شدن انیماترونیک‌ها جلوگیری می‌کنند. این بازی در ۲۸ مه ۲۰۱۹ منتشر شد. نسخه غیر واقعیت مجازی بازی در ۱۷ دسامبر ۲۰۱۹ برای مایکروسافت ویندوز و پلی‌استیشن ۴ منتشر شد.
نفرین دردبر، یک بسته محتوای قابل دانلود با موضوع هالووین برای درخواست کمک در سه قسمت با چندین «موج» از مینی‌گیم‌های جدید منتشر شد که در ۲۳ اکتبر، ۲۹ اکتبر و ۳۱ اکتبر ۲۰۱۹ در مجموع ۱۰ مینی‌گیم جدید منتشر شدند. بسته دی‌ال‌سی شامل شخصیت‌های انیماترونیک جدید، انیماترونیک‌های بازگشتی از بازی‌های قبلی و با موضوع هالووین است. برخی از مراحل جدید، نسخه‌های جدید مینی‌گیم‌های موجود هستند، مانند نسخه‌ای از مینی‌گیم‌های فنف ۱ به نام خطر! برو بیرون!

#### پنج شب با فردی: نقض امنیتی (۲۰۲۱)
در ۸ اوت ۲۰۱۹، در پنجمین سالگرد اولین بازی، اسکات تصویر جدیدی را در وبگاه خود منتشر کرد که قسمت دهم این سری را به نمایش گذاشت. این یک «مگا پیتزا پلکس» حاوی لیزرتگ، یک سالن بازی، یک سینمای بزرگ و یک رستوران پیتزای فردی فزبر را نشان می‌داد. در صحنه اجرا، نسخه‌های دهه ۸۰ (گلمراک) فردی، چیکا و چهار انیماترونیک کاملاً جدید را می‌توان دید که برای جمعیت هیجان زده اجرا می‌کنند. در ۲۱ آوریل ۲۰۲۰، نام شخصیت‌ها از لیست محصولات آینده فانکو به بیرون درز کرد و عنوان به عنوان پنج شب با فردی: پیتزاپلکس فاش شد. اسکات افشای اطلاعات را از طریق ردیت تأیید کرد اما گفت که عنوان رسمی نیست. این بازی ابتدا قرار بود در اوایل سال ۲۰۲۱ عرضه شود، اما تا اواخر سال ۲۰۲۱ به تعویق افتاد.
پنج شب با فردی: نقض امنیتی در ۱۶ دسامبر ۲۰۲۱ بر روی پلی‌استیشن ۵، پلی‌استیشن ۴ و استیم منتشر شد. داستان بازی حول محور پسر جوانی به نام گرگوری است که در یک مرکز خرید بزرگ مملو از انیماترونیک‌های قاتل به دام افتاده و به دستور ونی او را شکار می‌کنند. انسانی در لباس خرگوش، در حالی که از نگهبان مجموعه، ونسا نیز فرار می‌کند. فردی دچار نقصی می‌شود که باعث می‌شود هک ونی را نادیده بگیرد، و به گرگوری کمک می‌کند تا از مجتمع فرار کند.
در سال ۲۰۲۳ محتوای قابل دانلود جدیدی به نام «خرابه» منتشر شد که پس از اتفاقات نقض امنیتی رخ می‌دهد و دربارهٔ دختری به نام کَسی است که دنبال گرگوری که در پیتزاپلکس گم شده می‌رود.

#### پنج شب با فردی: درخواست کمک ۲ (۲۰۲۳)
در ۲۴ مه ۲۰۲۳، در طول نمایش پلی‌استیشن، استودیو استیل وول دنباله مستقیم درخواست کمک را با عنوان درخواست کمک ۲ اعلام کرد که برای انتشار در سال ۲۰۲۳ برنامه‌ریزی شده است.
پنج شب با فردی :اسرار میمیک
این بازی قرار است در سال ۲۰۲۵ معرفی شود.

### اسپین اف‌ها

#### دنیای فنف (۲۰۱۶)
اسکات در ۱۵ سپتامبر ۲۰۱۵ یک اسپین آف از سری خود به نام دنیای فنف را اعلام کرد. برخلاف سری اصلی، این بازی یک بازی ویدئویی نقش آفرینی است که از چهار شخصیت انیماترونیک بازی اول استفاده می‌کند. بازی در دنیایی خیالی جریان دارد که در آن شخصیت‌ها باید با دشمنان مبارزه کنند و با باز کردن امتیازات و آیتم‌ها پیشرفت کنند. اسکات که در ابتدا گفته بود بازی در ۲ فوریه ۲۰۱۶ منتشر می‌شود، انتشار را برای ۲۲ ژانویه تغییر داد و بازی درنهایت در ۱ ژانویه منتشر کرد.
بازی دنیای فنف، بازیکنان و منتقدان بازی را به دلیل از دست دادن ویژگی‌های کلیدی و بی‌ثباتی و ناتمام بودن آن مورد انتقاد قرار داد؛ که اسکات از این بابت عذرخواهی کرد: «من آنقدر مشتاق نشان دادن چیزهای تمام شده بودم که از توجه به چیزهایی که نبودند غفلت کردم.» او تصمیم گرفت آن را از استیم حذف کند و گفت که این بازی بهبود یافته و بعداً مجدداً رایگان منتشر خواهد شد. اسکات اعلام کرد که از ولو خواسته است که پول بدست آمده را به همه خریداران بازپرداخت کند.
او در فوریه ۲۰۱۶ یک نسخه رایگان از بازی را منتشر کرد که با یک دنیای سه‌بعدی و یک صفحه انتخاب شخصیت به روز شده بود. اسکات یک تیزر جدید در ماه بعد با شخصیت‌هایی مانند مرد بنفش سری اصلی و بسیاری از شخصیت‌ها از آپدیت هالووین پنج شب با فردی ۴ منتشر کرد. او مینی‌گیم‌هایی را برای دومین آپدیت بازی ایجاد کرد، از جمله ترس‌های فاکسی، فاکسی. ای‌ایکس‌ای، رنگین‌کمان جادویی چیکا و فنف ۵۷: فردی در فضا.

#### شب سفارش نهایی (۲۰۱۸)
شب سفارش نهایی در ابتدا قرار بود یک افزونه پس از راه‌اندازی برای شبیه‌ساز پیتزافروشی باشد، اما در نهایت به یک بازی مستقل تبدیل شد و در ۲۷ ژوئن ۲۰۱۸ منتشر شد. این شب قابل تنظیم شامل ۵۰ انیماترونیک از بازی‌های قبلی است. که به بازیکن اجازه می‌دهد تا میزان تهاجمی بودن آنها در طول شب را مشخص کند (مشابه شب‌های سفارشی در بازی‌های قبلی). بازیکن می‌تواند دفتری را برای بازی انتخاب کند و دارای ۱۶ حالت بازی با موضوع است. اگرچه تأیید نشده است، اما به شدت حدس زده می‌شود که بازی در نسخه‌ای از جهنم یا برزخ اتفاق می‌افتد، جایی که ویلیام افتن، پس از مرگش در شبیه‌ساز پیتزافروشی، به‌طور مداوم توسط روح انتقام‌جویانه یکی از قربانیانش شکنجه می‌شود.
با این حال، مجموعه رمان گلچین ترس‌های فزبر نشان می‌دهد که بازی در واقع کابوس تکراری افتن است و نه جهنم یا برزخ. این از کتاب پنجم به نام تماس بانی گرفته می‌شود که داستانی به نام "مردی در اتاق ۱۲۸۰" را تعریف می‌کند که در آن یک مرد سوخته توسط یک کودک سایه زنده نگه داشته می‌شود، علیرغم اینکه باید مرده باشد و از کابوس رنج می‌برد. در این کتاب، پرنده سیاه، پایان‌نامه داستان تأیید می‌کند که این مرد در واقع ویلیام افتن است. اگرچه هرگز تأیید نشد که سری ترس‌های فزبر مرتبط هستند یا نه، کاتن تأیید کرد که قرار است اسرار بازی‌های قبلی را فاش کند.

#### پنج شب با فردی: تحویل ویژه (۲۰۱۹)
یک بازی واقعیت افزوده که در ۱۳ سپتامبر ۲۰۱۹ معرفی شد. این بازی در تاریخ ۲۵ نوامبر ۲۰۱۹ به صورت رایگان برای آی‌اواس و اندروید منتشر شد.
دارک سیرکس: انکور!، محتوای قابل دانلود برای تحویل ویژه، در ۱۳ دسامبر ۲۰۲۱ منتشر شد.

#### فردی در فضا ۲ (۲۰۱۹)
فردی در فضا ۲ یک بازی تیراندازی با پلتفرم اسکرول جانبی و دنباله ای برای مینی‌گیم‌های فنف ۵۷: فردی در فضا از دنیای فنف است. این بازی به صورت رایگان در تاریخ ۳ دسامبر ۲۰۱۹ در گیم جالت منتشر شد. این بازی برای تبلیغ جریان زنده خیریه "#CancelCancer" در یوتیوب ساخته شد که توسط مت‌پت از نظریه بازی‌ها برای بیمارستان تحقیقاتی کودکان سنت جود در ممفیس، تنسی میزبانی می‌شد.

#### نقض امنیتی: خشم (۲۰۲۱)
یک بازی بیت ام آپ است که در آن بازیگران اصلی پنج شب با فردی: نقض امنیتی حضور دارند. این بازی به صورت رایگان در ۸ اردیبهشت ۱۴۰۰ در گیم جالت منتشر شد. بازی برای جبران نقض امنیتی برای بار دوم ساخته شد.

### بازی‌های هواداران
در ۲۱ اوت ۲۰۲۰، اسکات برنامه خود را برای کمک به تأمین مالی و انتشار بازی‌های پنج شب با فردی توسعه یافته توسط طرفداران، همراه با قسمت‌های قبلی در سری مربوطه خود اعلام کرد. او در هیچ‌یک از عناصر خلاقانه دخالت نخواهد داشت، اما به پشتیبانی بازاریابی و انتشارات و همچنین صدور مجوز مناسب کمک خواهد کرد. بازی‌های گنجانده شده شامل مجموعه‌های یک شب در فلامتپی، سری پنج شب در شکلات، مجموعه شادی خلقت: مشتعل شدن (شامل نسخه اصلی لذت آفرینش، شادی خلقت: تولد دوباره و لذت خلقت: حالت داستانی هستند)، پاپگوئس همیشه‌سبز (از جمله بازی مقدماتی پاپگوئس آرکید) و پنج شب با فردی پلاس بازسازی شده. اسکات همچنین اظهار داشت که این بازی‌ها برای موبایل و کنسول‌ها عرضه خواهند شد و حتی ممکن است کالایی برای آنها ایجاد شود. اولین بازی که تحت این ابتکار منتشر شد، یک شب در پلامپتی برای اندروید و آی‌اواس به ترتیب در ۳۱ اکتبر و ۱۸ نوامبر ۲۰۲۰ بود. دومین بازی منتشر شده، نسخه‌ای از دنباله آن (یک شب در فلامپتی ۲) در ۲۰ ژانویه ۲۰۲۱ بود، دوباره برای اندروید و آی‌اواس.
اولین بازی جدیدی که به عنوان بخشی از این ابتکار منتشر شد یک شب در فلامپتی ۳ بود که در ۳۱ اکتبر ۲۰۲۱ برای رایانه‌های شخصی و دستگاه‌های تلفن همراه و در آینده برای کنسول‌ها بود.

## موسیقی
موسیقی محیطی برای چهار بازی اول پنج شب با فردی، اقتباس شده توسط اسکات است. آهنگ‌ها شامل «آهنگ تورادور» می‌شود که وقتی پخش‌کننده در پنج شب با فردی تمام می‌شود و «ساعت پدربزرگ من» که در پنج شب با فردی ۲ به پایان می‌رسد توسط جعبه موسیقی پاپت نواخته می‌شود. سیستر لوکیشن، شبیه‌ساز پیتزافروشی فردی فزبر، اولتیمیت کاستوم نایت، درخواست کمک و تحویل ویژه دارای موسیقی متن‌های اصلی هستند که توسط لئون ریسکین ساخته شده است.
موسیقی متن برای نقض امنیتی توسط آلن سیمپسون با لئون ریسکین با عنوان «ترکیب موسیقی اضافی» و گوردون مک گلدری با اعتبار «موسیقی اضافی» ساخته شده است.

## کتاب‌ها
| ۲۰۱۵ | پنج شب با فردی: چشمان نقره‌ای                                    |
| ۲۰۱۶ |                                                                 |
| ۲۰۱۷ | پنج شب با فردی: پیچ خورده‌ها                                     |
| ۲۰۱۸ | پنج شب با فردی: کمد چهارم                                       |
| ۲۰۱۹ | پنج شب با فردی: چشمان نقره‌ای: رمان گرافیکی                      |
| ۲۰۱۹ | پنج شب با فردی: ترس‌های فزبر #۱: به داخل گودال                   |
| ۲۰۲۰ | پنج شب با فردی: ترس‌های فزبر #۲: فتچ                             |
| ۲۰۲۰ | پنج شب با فردی: ترس‌های فزبر #۳: ۱:۳۵ صبح                        |
| ۲۰۲۰ | پنج شب با فردی: ترس‌های فزبر #۴: قدم نزدیک‌تر                     |
| ۲۰۲۰ | پنج شب با فردی: ترس‌های فزبر #۵: تماس بانی                       |
| ۲۰۲۰ | پنج شب با فردی: ترس‌های فزبر #۶: پرنده سیاه                      |
| ۲۰۲۱ | پنج شب با فردی: پیچ خورده‌ها: رمان گرافیکی                       |
| ۲۰۲۱ | پنج شب با فردی: ترس‌های فزبر #۷: صخره‌ها                          |
| ۲۰۲۱ | پنج شب با فردی: ترس‌های فزبر #۸: گومدراپ آنجل                    |
| ۲۰۲۱ | پنج شب با فردی: ترس‌های فزبر #۹: کارور پاپت                      |
| ۲۰۲۱ | پنج شب با فردی: ترس‌های فزبر #۱۰: چهره دوستانه                   |
| ۲۰۲۱ | پنج شب با فردی: ترس‌های فزبر #۱۱: پرنکستر                        |
| ۲۰۲۱ | پنج شب با فردی: کمد چهارم: رمان گرافیکی                         |
| ۲۰۲۲ | پنج شب با فردی: ترس‌های فزبر #۱۲: فلیکس کوسه                     |
| ۲۰۲۲ | پنج شب با فردی: داستان‌هایی از پیتزافروشی #۱: بازی لالی          |
| ۲۰۲۲ | پنج شب با فردی: داستان‌هایی از پیتزافروشی #۲: هاپس               |
| ۲۰۲۲ | پنج شب با فردی: ترس‌های فزبر: مجموعه رمان گرافیکی #۱             |
| ۲۰۲۲ | پنج شب با فردی: داستان‌هایی از پیتزافروشی #۳: سومنیفوبیا         |
| ۲۰۲۲ | پنج شب با فردی: داستان‌هایی از پیتزافروشی #۴: سابمکانوفوبیا      |
| ۲۰۲۳ | پنج شب با فردی: ترس‌های فزبر: مجموعه رمان گرافیکی #۲             |
| ۲۰۲۳ | پنج شب با فردی: داستان‌هایی از پیتزافروشی #۵: نتیجه‌گیری بابیدوتس |
| ۲۰۲۳ | پنج شب با فردی: داستان‌هایی از پیتزافروشی #۶: نکسی               |
| ۲۰۲۳ | پنج شب با فردی: داستان‌هایی از پیتزافروشی #۷: صخره ببر           |
| ۲۰۲۳ | پنج شب با فردی: ترس‌های فزبر: مجموعه رمان گرافیکی #۳             |
| ۲۰۲۳ | پنج شب با فردی: داستان‌هایی از پیتزافروشی #۸: ب۷–۲               |
| ۲۰۲۳ | پنج شب با فردی: ترس‌های فزبر: مجموعه رمان گرافیکی #۴             |
| ۲۰۲۴ | پنج شب با فردی: داستان‌هایی از پیتزافروشی #۹                     |
| ۲۰۲۴ | پنج شب با فردی: ترس‌های فزبر: مجموعه رمان گرافیکی #۵             |

### سه‌گانه رمان

#### پنج شب با فردی: چشمان نقره‌ای (۲۰۱۵)
پنج شب با فردی: چشمان نقره ای اولین رمان اسکات کاتن و کیرا برید-وریسلی است. این رمان پیش از موعد مقرر در ۲۷ دسامبر ۲۰۱۵ منتشر شد و پس از آن یک نسخه شومیزی در ۲۷ سپتامبر ۲۰۱۶ منتشر شد. این رمان دربارهٔ گروهی از دوستان دوران کودکی است که در زادگاه خود، همدیگر را ملاقات می‌کنند و رازهای نگران‌کننده‌ای دربارهٔ پیتزای محبوب فردی فزبر کشف می‌کنند. به گفته اسکات، این رمان «افسانه‌ها را گسترش می‌دهد و عنصری انسانی را نشان می‌دهد که قبلاً در بازی‌ها دیده نشده بود». اگرچه این رمان در دنیای پنج شب با فردی است، اما کتاب و بازی‌ها «هیچ ربطی به همدیگر ندارند و دارای داستان جداگانه هستند».

#### پنج شب با فردی: پیچ خورده‌ها (۲۰۱۷)
دومین رمان اسکات و برید-وریسلی، دنباله‌ای بر پنج شب با فردی: چشم‌های نقره‌ای است که در ۸ ژانویه ۲۰۱۷ در آمازون به نام اسکات کشف شد. اگرچه این کشف در مورد مشروعیت کتاب، حسابی جنجال برانگیخت؛ اسکات تأیید کرد که این کتاب یک انتشار رسمی است. این رمان که در ۲۷ ژوئن ۲۰۱۷ منتشر شد، شامل چارلی، شخصیت اصلی کتاب چشم‌های نقره‌ای می‌شود که «به دنیای خلاقیت‌های ترسناک پدرش کشیده می‌شود».

#### پنج شب با فردی: کمد چهارم (۲۰۱۸)
سومین رمان کاتن و برید-وریسلی که در ۲۶ ژوئن ۲۰۱۸ منتشر شد. این رمان روی دوستان چارلی تمرکز دارد که در جستجوی حقیقتی هستند که در پشت آنچه برای چارلی در رمان قبلی اتفاق افتاده است، در حالی که وقایع مرموز پس از یک اتفاق رخ می‌دهد: رستوران جدید افتتاح می‌شود. این و دو رمان قبلی سه‌گانه اصلی رمان‌های پنج شب با فردی را تشکیل می‌دهند.

## اقتباس فیلم
کمپانی برادران وارنر در آوریل ۲۰۱۵ اعلام کرد که حقوق فیلم این سری را به دست آورده است و روی لی، دیوید کاتزنبرگ و ست گراهام اسمیت قرار است تهیه کنندگی آن را برعهده داشته باشند. گراهام اسمیت گفت که آنها با اسکات «برای ساختن یک فیلم دیوانه کننده، ترسناک و عجیب و غریب» همکاری خواهند کرد. در ژوئیه ۲۰۱۵، گیل کنان برای کارگردانی این اقتباس و نویسندگی آن با تایلر برتون اسمیت قرارداد امضا کرد.
در ژانویه ۲۰۱۷ اسکات گفت که به دلیل «مشکلاتی در کل صنعت سینما، فیلم با چندین تأخیر و موانع مواجه شد و به نقطه اول بازگشت». او قول داد «این بار از روز اول درگیر فیلم هستم و این برای من بسیار مهم است. من می‌خواهم این فیلم چیزی باشد که طرفداران برای دیدنش هیجان زده باشند.» اسکات در ماه اسفند همان سال تصویری از بلوم‌هاوس پروداکشنز را در توییتر منتشر کرد و به این نکته اشاره کرد که این فیلم یک شرکت سازنده جدید دارد. جیسون بلام تهیه‌کننده دو ماه بعد این خبر را تأیید کرد و گفت که از همکاری نزدیک با اسکات در اقتباس هیجان زده است. در ژوئن ۲۰۱۷، کنان گفت که پس از چرخش برادران وارنر، دیگر کارگردانی فیلم را برعهده ندارد. در فوریه ۲۰۱۸ اعلام شد که کریس کلمبوس کارگردانی و نویسندگی این فیلم را بر عهده خواهد داشت و آن را با بلام و اسکات تهیه می‌کند. در مرداد، اسکات اعلام کرد که پیش نویس اول فیلمنامه (شامل وقایع بازی اول) تکمیل شده و امکان ساخت فیلم دوم و سوم وجود دارد. در اواخر همان ماه، بلام توییت کرد که این فیلم برای اکران در سال ۲۰۲۰ برنامه‌ریزی شده است. با این حال، چند ماه بعد، در مهر، اسکات اعلام کرد که فیلمنامه فیلم کنار گذاشته شده است و ساخت آن بیشتر به تعویق خواهد افتاد.
پس از تقریباً دو سال بدون اعلام بعدی، بلام در ژوئن ۲۰۲۰ تأیید کرد که فیلم هنوز در حال توسعه فعال است؛ او این کار را در نوامبر ۲۰۲۰ تکرار کرد. در ۲۰ نوامبر، کاتن در پستی در ردیت اعلام کرد که در مورد فیلمنامه‌های حذف شده زیادی برای فیلمی که در حال فیلمبرداری است صحبت می‌کند. برای این فیلم، با اشاره به فیلمنامه آن به عنوان فیلمنامه «مایک»، در بهار ۲۰۲۱ آغاز می‌شود. با این حال، بلام در سپتامبر ۲۰۲۱ فاش کرد که فیلم همچنان مشکلات فیلمنامه دارد و کلمبوس دیگر به عنوان کارگردان به پروژه وابسته نیست. در مارس ۲۰۲۲، بلام اظهار داشت که این فیلم «به طرز خطرناکی نزدیک انتشار است» و ممکن است در سال ۲۰۲۳ اکران شود.
در ۹ اوت ۲۰۲۲، جیسون بلام در توییتر اعلام کرد: "کار کردن با فروشگاه مخلوقات جیم هنسون عالی است. تجربه و تخصص آنها در زمینه انیماترونیک کاملاً کشنده است!" عکسی که در توییت استفاده شد، یک کارگر فروشگاه موجودات را در حال ساخت یک مدل فردی فزبر نشان می‌داد. در ۵ اکتبر، بلام رسماً در توییتر اعلام کرد که فروشگاه مخلوقات جیم هنسون در حال کار بر روی انیمیشن سازی این فیلم است، کارگردان آن اِما تامی خواهد بود و فیلمبرداری در فوریه ۲۰۲۳ در نیواورلئان آغاز خواهد شد. همچنین اعلام شد که فیلمنامه این فیلم توسط کاتن، تامی و ست کودبک نوشته شده است و توسط بلام‌هاوس با همکاری استرایکر اینترتینمنت تولید خواهد شد و کاتن و بلام به عنوان تهیه‌کنندگان و راسل بایندر به عنوان تهیه‌کننده اجرایی خواهند بود. در دسامبر آن سال، متیو لیلارد و جاش هاچرسون به ترتیب در نقش ویلیام افتن و مایک اشمیت در کنار پایپر روبیو در نقش خواهر کوچکتر مایک و مری استوارت مسترسون در نقش یک شخصیت شرور ناشناس انتخاب شدند.
در فوریه ۲۰۲۳، تأیید شد که یونیورسال پیکچرز - که با بلوم‌هاوس قراردادی برای ظاهر اولیه دارد - این فیلم را توزیع خواهد کرد. این فیلم در تاریخ ۲۷ اکتبر ۲۰۲۳ به‌طور همزمان در سینماها و در پیکاک در ایالات متحده اکران شد و توانست از راتن تومیتوز میانگین امتیاز ۴٫۵ از ۱۰ و از متاکریتیک امتیاز ۲۹ از ۱۰۰ را بدست بیاورد.

## پذیرایی
| بازی                         | متاکریتیک |
| ---------------------------- | --------- |
| پنج شب با فردی               | ۷۸/۱۰۰    |
| پنج شب با فردی ۲             | ۶۲/۱۰۰    |
| پنج شب با فردی ۳             | ۶۸/۱۰۰    |
| پنج شب با فردی ۴             | ۵۱/۱۰۰    |
| پنج شب با فردی: مکان خواهر   | ۶۲/۱۰۰    |
| شبیه‌ساز پیتزافروشی فردی فزبر | -         |
| شب سفارش نهایی               | -         |
| پنج شب با فردی: درخواست کمک  | ۸۰/۱۰۰    |
| پنج شب با فردی: نقض امنیتی   | ۶۴/۱۰۰    |

نسخه اصلی پنج شب با فردی با استقبال خوبی روبرو شد؛ وبگاه متاکریتیک به نسخه پی‌سی امتیاز ۷۸ از ۱۰۰ را داده است. مجلهٔ "Indie Game" این بازی را به دلیل برداشت ساده‌اش از ژانر ترسناک تحسین کرد و این بازی را نمونه‌ای خارق‌العاده از بازی نامید: "چگونه می‌توان از هوشمندی در طراحی و ظرافت برای ایجاد یک تجربه وحشتناک استفاده کرد". آنها خاطرنشان کردند که جهت هنری و مکانیک‌های گیم‌پلی آن به احساس "تنش بی رحمانه" کمک می‍کند، اما از آن انتقاد کردند که زمان زیادی برای بارگذاری در هنگام راه اندازی طول می‌کشد. عمری پتیت از پی‌سی گیمر امتیاز ۸۰ از ۱۰۰ را به پنج شب با فردی داد و اظهار داشت که این بازی رویکردی در طراحی خود دارد و فضای کلی را به دلیل تأکید بر ترس و تعلیق نزدیک شدن تحسین می‌کند. با این حال، گیم‌پلی بازی به دلیل تکراری شدن زمانی که یک بازیکن بر آن مسلط شد، مورد انتقاد قرار گرفت و خاطرنشان کرد که بازیکنان «غیر از مدیریت عمر باتری و زمان بندی دقیق بسته شدن درها، کارهای بیشتری ندارند.» رایان بیتس از گیم رولیشن به بازی امتیاز ۴٫۵ از ۵ را داد و از ارائه مینیمال بازی (مخصوصاً طراحی صوتی و موسیقی آن) به دلیل کمک به ترسناک بودن بازی، تمجید کرد. سطوح نوع OCD، به محیط پرتنش می‌افزاید. او معتقد بود که «بازی ترسناک، درست انجام شده» است، اما احساس کرد که خیلی کوتاه است. شان موسگریو از تاچ آرکید امتیاز ۳٫۵ از ۵ را داد و به اتکای بازی به اتمسفر برای ایجاد ترس اشاره کرد و اظهار داشت که «اگر جو به دست شما نرسد، تنها چیزی که باقی می‌ماند یک بازی بسیار ساده از رنگ قرمز-سبز است.» جفری ماتولف از یوروگیمر این بازی را «بسیار خلاقانه» نامید و حیوانات انیماترونیک موجود در بازی را با فرشته گریان به دلیل توانایی آنها در حرکت تنها زمانی که مشاهده نمی‌شوند مقایسه کرد.
بازی پنج شب با فردی ۲ با نظرات متفاوتی از سوی منتقدان مواجه شد. نسخه مایکروسافت ویندوز دارای امتیاز ۶۲ از ۱۰۰ در متاکریتیک است. عمری پتیت برای پی‌سی گیمر امتیاز ۷۰ از ۱۰۰ را به پنج شب با فردی ۲ داد و اظهار داشت که چیزی که او در دنباله می‌خواست "بازی‌های فکری بیشتر و عدم اطمینان بیشتر بود. "من می‌خواستم لباس‌های انیماترونیک پر جنب و جوش مرا پیدا کنند و به روش‌های جدید و جالب چهره‌ام را پاره کنند. چیزی که به دست آوردم یک بازی ترسناک بود که به شدت در فریب و ظرافت غوطه‌ور است، یک کوکتل فوق‌العاده بی‌رحمانه از رمز و راز ماوراء طبیعی و تکان‌های آدرنالین وحشتناک. اما لذت بردن از بخش‌های خوب با هزینه ای همراه است. یک دشواری بسیار ناامیدکننده." دستراکتید همچنین نقد مثبتی به بازی داد و گفت که «کاملاً وحشتناک است که بدانید هر لحظه ممکن است از چندین راه مورد حمله قرار بگیرید». معرفی انیماترونیک و مکانیک جدید را تحسین کرد؛ اما همچنین از بازی‌های پرش انتقاد کرد. در بررسی نسخه سوییچ بازی در سال ۲۰۱۹، میچ وگال از نینتندو لایف گفت: «پنج شب با فردی ۲ ممکن است لزوماً چرخ را دوباره اختراع نکند، اما همچنان شما را روی لبه صندلی نگه می‌دارد.»
پنج شب با فردی ۳ نقدهای متفاوت تا مثبتی دریافت کرد. مجموع نقدهای متاکریتیک برای پنج شب با فردی ۳ میانگین امتیاز ۶۸ از ۱۰۰ را دریافت کرده است. عمری پتیت از پی‌سی گیمر امتیاز ۷۷ از ۱۰۰ را به پنج شب با فردی ۳ داده است و سیستم دوربین بازسازی شده را تحسین می‌کند، اما دربارهٔ نحوه عملکرد این دوربین اظهار نظر می‌کند. «پرش از انیماترونیک‌های دیگر در شب سوم کمی کهنه شده بود.» در یک بررسی انتقادی‌تر، نیک روون از دستراکتید امتیاز ۶٫۵ از ۱۰ را به بازی داد و گفت که با وجود اینکه این بازی «از لحاظ فنی ماهرترین و از نظر مکانیکی رضایت بخش‌ترین قسمت تاکنون است»، او از اسپرینگ‌ترپ و ترس‌های فزبر به دلیل نداشتن جذابیت بازیگران اصلی و لوکیشن‌های این بازی انتقاد کرد.
پنج شب با فردی ۴ نقدهای متفاوت تا مثبتی دریافت کرد. نسخه پی‌سی بازی بر اساس ۶ نقد در سایت متاکریتیک امتیاز ۵۱ از ۱۰۰ را دریافت کرده است. دستراکتید از گیم‌پلی بازی به عنوان بسیار گیج کننده انتقاد کرد و به بازی امتیاز ۴ از ۱۰ داد. اسکیپیست به بازی امتیاز نقد مثبت ۴ از ۵ ستاره داد و گفت که آنها مکانیک‌های بازسازی شده، داستان تیره‌تر و احساسی را دوست دارند. جامپ‌اسکرهای ترسناک و پایان غم‌انگیز. اما به باگ‌ها و گلیچ‌های بازی نیز اشاره کرد. نادیا آکسفورد از گیم‌زبو در نقد خود ۴ ستاره از ۵ ستاره را به آن داده است و آن را به خاطر محیط شدید، صداها و گرافیک‌های وحشتناک و ترسناک ستایش می‌کند. او از بازی انتقاد کرد که به دلیل تکیه بر سرنخ‌های صوتی و نسخه اندرویدی که شامل مینی‌گیم‌های داستان محور نیست، بقای آن در محیط‌های خاص دشوار است.
پنج شب با فردی: سیستر لوکیشن نقدهای متفاوتی از منتقدان دریافت کرد. متاکریتیک امتیاز ۶۲ از ۱۰۰ را برای بازی جمع‌آوری کرد. دستراکتید به بازی ۶/۱۰ امتیاز داد، در حالی که گیم‌کریت به آن امتیاز ۷٫۵۰/۱۰ داد. شلبی واتسون از تمام ایالات به بازی یک نقد مثبت داد و به آن اشاره کرد که با کیفیت بازی اول قابل مقایسه است، اما برخلاف بازی اول، هرگز به بازیکن اجازه نداد فقط یک جا بنشیند و او را مجبور به حرکت کرد. او می‌نویسد: «هر شب متفاوت است، نمی‌توان آنقدر با مکانیک راحت شد که احساس کرد طبیعت دوم است. بازی آنقدر تغییر می‌کند که شما مجبور می‌شوید وفق دهید و همیشه در روی صندلی بنشینید و منتظر چیزی که قرار است بیاید باشید». تچ‌رپتور به بازی ۹/۱۰ امتیاز داد و آن را «واقعاً وحشتناک» با «داستان سرایی عالی» خواند و صداگذاری را تحسین کرد. اندرو میدلماس از مترو، گرافیک و طراحی صدا را تحسین کرد و گفت: «من بسیار تحت تأثیر این بازی آمدم. این بازی است که بیشتر از آنچه واقعاً دوستش داشته باشم به آن احترام می‌گذارم، اما واقعاً احساس می‌کنم که قوی‌ترین بازی تا کنون است. مطمئناً از نظر گیم پلی».
شبیه‌ساز پیترافروشی فردی فزبر اکثراً نقدهای مثبتی دریافت کرد. گیم‌کریت آن را «بهترین ارزش در بازی در حال حاضر» نامیده است و سنگ، کاغذ، شات‌گان آن را «شعب‌آور مثل جهنم» نامیده است. دانشگاه ایالتی بال نیز بررسی مثبتی ارائه کرد و آن را «تکامل جالب فرمول پنج شب با فردی» نامید. آی‌جی‌ان، شبیه‌ساز پیتزافروشی فردی فزبر را در فهرست ۱۸ بازی از بهترین بازی‌های ترسناک سال ۲۰۱۷ میلادی قرار داد.
اولتیمیت کاستوم نایت اکثراً بازخوردهای مثبتی دریافت کرد. سنگ، کاغذ، شات‌گان این بازی را «یک آشفتگی جذاب» دانستند و پی‌سی گیمر آن را «یک برداشت منظم و قابل تنظیم از فرمول کلاسیک ترسناک بقا» نامید.
پنج شب با فردی: درخواست کمک با نظرات مثبت منتقدان روبرو شد و امتیاز ۸۰ از ۱۰۰ را در متاکریتیک کسب کرد. نسخه نینتندو سوئیچ نقدهای «مختلط یا متوسط» دریافت کرد و متاکریتیک امتیاز ۵۳ از ۱۰۰ را به بازی اختصاص داد. منتقدان بازی را به دلیل استفاده مؤثر از واقعیت مجازی و موفقیت آن در معرفی مکانیک‌های جدید و در عین حال حفظ حس و حال و هوای سری و در عین حال قابل دسترس بودن برای بازیکنان تازه‌وارد تحسین کردند. با این حال، استفاده مکرر از جامپ‌اسکر در بازی می‌تواند آن را در طول زمان برای برخی بازیکنان کمتر ترسناک و منفور باشد. استوارت گیپ در نینتندو لایف از نسخه نینتندو سوئیچ انتقاد کرد و به آن امتیاز ۳ از ۱۰ را داد. انتقاد اصلی این بود که بازی به دلیل حذف حالت واقعیت مجازی، بی‌معنی شده بود و آن را به یک «مجموعه مینی‌گیم پایین‌تر» با «گیم‌پلی محدود» تبدیل کرد؛ زیرا بازی‌های اصلی قبلی از قبل برای کنسول در دسترس بودند، و حدس زده می‌شود که تنها دلیل انتشار آن برای کنسول، سرمایه‌گذاری از سهم بازار کنسول است. این بازی در فهرست «بازی‌های ترسناک مورد علاقه ۲۰۱۹» پلی‌استیشن قرار دارد و یکی از ۳۰ بازی پرفروش واقعیت مجازی استیم است. این بازی نامزد جایزه جزایر رؤیایی کانی برای بهترین بازی واقعیت مجازی در جوایز گیم نیویورک شد.
پنج شب با فردی: نقض امنیتی به گفته متاکریتیک، نقدهای «مختلط یا متوسط» دریافت کرد. جئوکس‌ویدئو.کام یک بررسی متفاوت ارائه داد و جو و اصالت بخش‌های خاصی از گیم‌پلی را تحسین کرد، اما از اشکالات و مشکلات فنی انتقاد کرد. بن کراشا از اسکیپیست بیشتر از بازی انتقاد کرد و از جلوه‌های بصری تمجید کرد، اما از اشکالات، طراحی و سیستم ذخیره محدود انتقاد کرد. این بازی در دسامبر ۲۰۲۱ در وبلاگ رسمی پلی‌استیشن نامزد شد و برنده به انتخاب بازیکنان شد.

## تأثیر فرهنگی

### فندوم

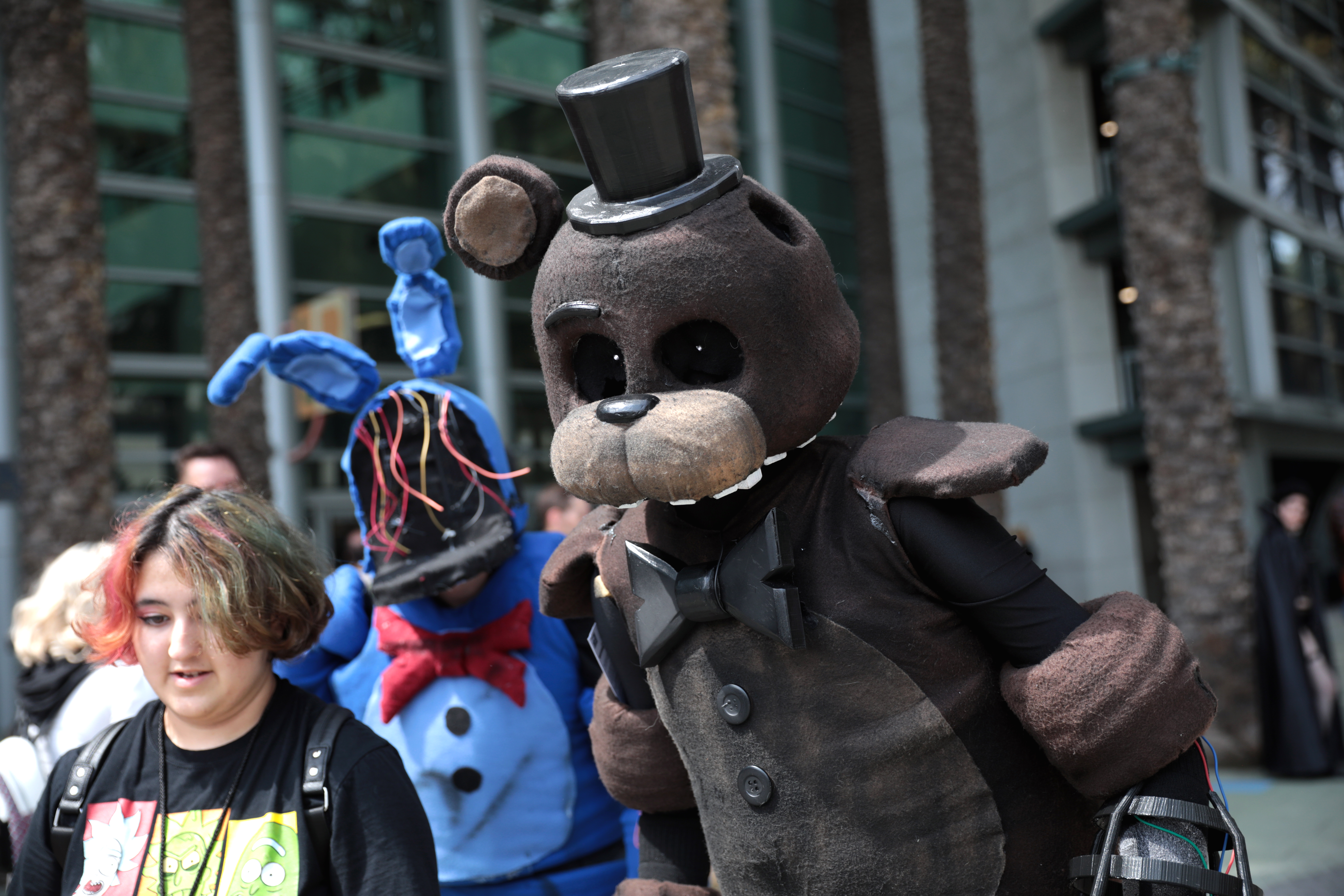
طرفداران بازی در واندرکان ۲۰۲۲ لباس‌های بانی پژمرده (پنج شب در فردی ۲، پس‌زمینه سمت چپ) و فردی آتش گرفته (لذت آفرینش، پیش‌زمینه سمت راست) پوشیده بودند.

از زمان انتشار اولین بازی، این بازی‌ها به موضوع بحث محبوب طرفداران در پلتفرم‌های رسانه‌های اجتماعی مانند ردیت تبدیل شده‌اند و به‌طور مرتب در ویدیوهای لتس‌پلی نمایش داده می‌شوند. سازندگان ویدیوی محبوب، مانند پیودی‌پای، مارکیپلایر، و جک سپتیک آی به بازی‌ها کمک کردند تا توجه بیشتری را با بازی‌های خود جلب کنند. در ماه مه ۲۰۱۵، یوتیوب گزارش داد که ویدئوهای پنج شب با فردی هشتمین بازی پربیننده این پلتفرم بوده است. کانال‌هایی مانند گیم‌تئوریس گهگاه ویدیوهای مربوط به پنج شب با فردی را پخش می‌کنند.
تعدادی از بازی‌های پرطرفدار از مکانیک بازی پنج شب با فردی الهام گرفته شده‌اند. بازی‌های پرطرفدار این فرنچایز به‌طور باورنکردنی مشترک هستند تا جایی که گیم جالت بازی‌های فنف را سبک خاص خود ساخت تا از تحت تأثیر قرار دادن سایت جلوگیری کند.
اگرچه هواداران پنج شب با فردی به دلیل عدم بلوغ مورد انتقاد قرار گرفته‌اند، اسکات از آنها در استیم دفاع کرد و از جامعه گسترده‌تر به دلیل آنچه که او تعمیم ناعادلانه نامید انتقاد کرد.
در سپتامبر ۲۰۲۰، ویدیویی که جک بلک را در حال رقصیدن با آهنگ طرفداران پنج شب با فردی نشان می‌داد، در پلتفرم رسانه‌های اجتماعی تیک‌تاک منتشر شد. بلک قبلاً در قسمتی از جیمی کیمل لایو! ظاهر شد. در فروردین ۱۳۹۹ با پوشیدن یک سر ماسک با الگوبرداری از ویلیام افتن، فاش کرد که از طرفداران سریال پنج شب با فردی است. بلک و پسرش ساموئل پیش از این با مارکیپلایر در بازی پنج شب با فردی ۴ برای تبلیغ فیلم مورمور بازی کرده بودند.

### کالاها
محصولات پنج شب با فردی عمدتاً توسط دو شرکت تولید می‌شود: سانشی و فانکو. محصولات شامل اسباب بازی‌های پرشده، اکشن فیگورها، پوسترها، لباس، جاکلیدی و لوازم التحریر و موارد دیگر است. اسباب‌بازی‌های مک‌فارلان همچنین دارای یک خط پنج شب در کالاهای فردی است که عمدتاً از مجموعه‌های ساختمانی تشکیل شده است. تاد مک‌فارلن این خط را «پرفروش‌ترین محصول او، بدون هیچ چیز، با کارهای زیادی که او در بیش از ۲۰ سال انجام داده است» نامید. کالایی که در سطح بین‌المللی در دسترس است، عاملی در موفقیت فرنچایز بوده است.